# (27912) 1996 TJ14
1996 تي جاي 14 (ويعرف أيضًا باسم (27912) 1996 تي جاي 14 وفق تسمية الكوكب الصغير) (بالإنجليزية: 1996 TJ14)‏ هو كويكب ضمن حزام الكويكبات؛ وترتيبه 27912 من حيث الاكتشاف.
اكتُشف هذا الجُرم الفلكي بواسطة هيروشي كانيدا في 9 أكتوبر 1996.

## وصلات خارجية
- (27912) 1996 TJ14 في قاعدة بيانات مختبر الدفع النفاث لأجرام النظام الشمسي الصغيرة

- الاكتشاف · مخطط المدار ·  العناصر المدارية · المعلمات المادية

- (27912) 1996 TJ14 على موقع ويكي سكاي: DSS2, SDSS, GALEX, IRAS, Hydrogen α, X-Ray, Astrophoto, Sky Map, Articles and images